# Stefan Everts

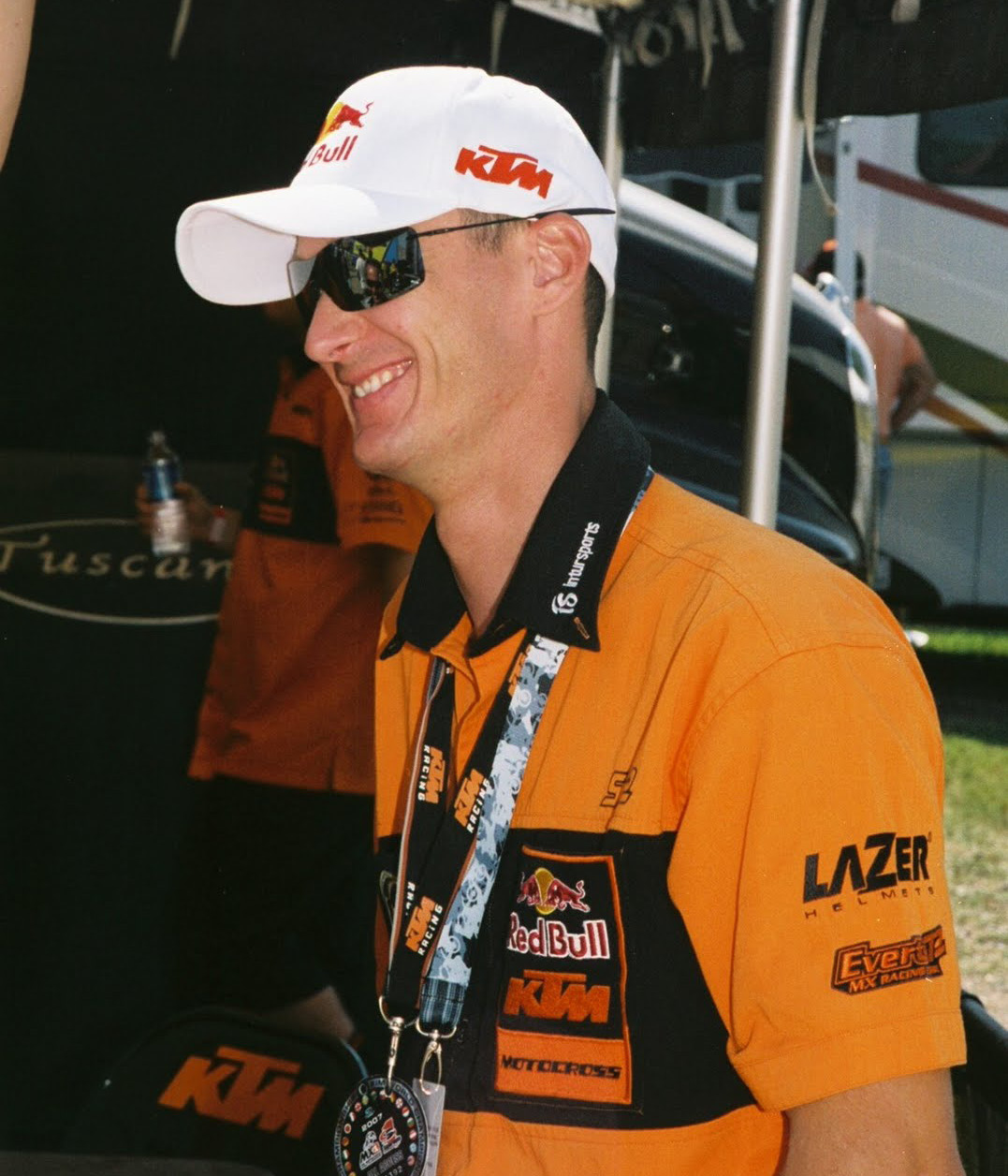
Stefan Everts, 2008

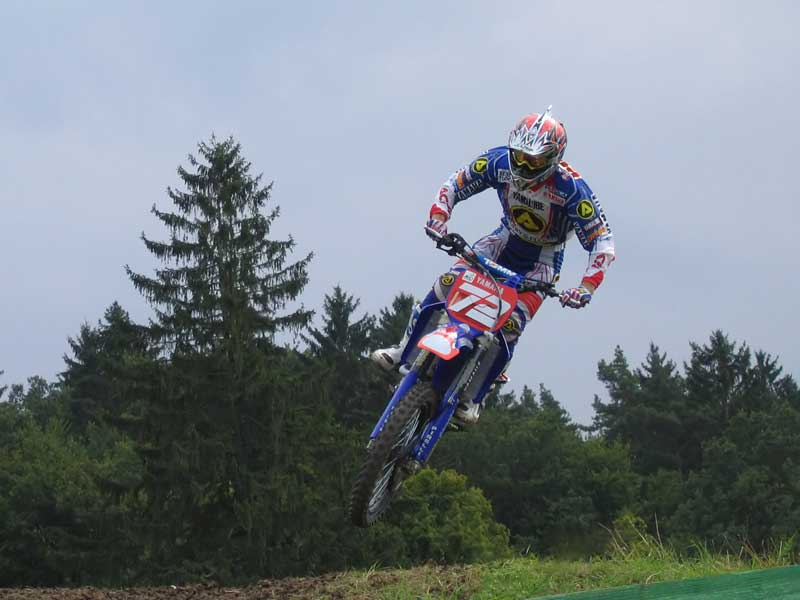
Stefan Everts, WM-Lauf 2005 in Gaildorf

Stefan Everts (* 25. November 1972 in Neeroeteren, Belgien) ist ein belgischer Motocrossfahrer. Seine zehn Weltmeistertitel sind Rekord. Er gilt als einer der besten Motocrossfahrer der bisherigen Rennsportgeschichte.
Stefan Everts' Vater Harry Everts fuhr ebenfalls erfolgreich Motocross und war vier Mal Weltmeister.
2003 gewann Stefan Everts in Ernée (Frankreich) an einem Tag alle drei ausgetragenen Grand Prix (125, 250 und 500 cm³). Er ist der einzige Fahrer, dem es gelungen ist, Weltmeister mit allen vier japanischen Herstellern von Crossmaschinen, Suzuki, Kawasaki, Honda und Yamaha, zu werden und der zweite Fahrer nach Eric Geboers, der den inoffiziellen Titel „Mr. 875 cm³“ (Weltmeister in den Klassen 125, 250 und 500 cm³) erreichte.
1999 erlitt Stefan Everts bei einem Unfall während eines Grand Prix schwere Knochenbrüche und musste monatelang im Krankenhaus bleiben. Er kämpfte sich zurück an die Weltspitze und gewann noch sechs weitere Weltmeistertitel in Serie.
Everts hält zahlreiche Weltrekorde, unter anderem hat er die meisten Weltmeistertitel (zehn WM-Titel) und die meisten Grands Prix gewonnen (101 GP-Siege).
2006, nach seinem zehnten Weltmeistertitel gab er seinen Rücktritt vom aktiven Sport bekannt und nahm einen Job als sportlicher Leiter beim KTM-Motocross-Team an. Er lebt mit seiner Frau Kelly und seinem Sohn Liam in Monaco.
Seine Startnummer 72 hat er aufgrund seines Geburtsjahres selbst gewählt. Sie wird aufgrund seiner Erfolge und Titel nicht mehr vergeben.
In der Filmkomödie Aaltra hatte er 2004 einen Auftritt als er selbst.

## Erfolge
| Weltmeisterschaften | Weltmeisterschaften | Weltmeisterschaften |
| ------------------- | ------------------- | ------------------- |
| Jahr                | Klasse              | GP-Siege            |
| 1991                | 125 cm³             | 5                   |
| 1995                | 250 cm³             | 5                   |
| 1996                | 250 cm³             | 5                   |
| 1997                | 250 cm³             | 9                   |
| 2001                | 500 cm³             | 7                   |
| 2002                | 500 cm³             | 4                   |
| 2003                | MX 1                | 8                   |
| 2004                | MX 1                | 7                   |
| 2005                | MX 1                | 8                   |
| 2006                | MX 1                | 12                  |

Everts gewann auch mehrere Male die belgische Meisterschaft sowie den „Grand Prix des Nations“ mit Belgien. Er ist mehrfach zu „Belgiens Sportler des Jahres“ gekürt worden.